# Mont-Sainte-Geneviève
Mont-Sainte-Geneviève is een dorp in de Belgische provincie Henegouwen en een deelgemeente van de Waalse gemeente Lobbes.
Mont-Sainte-Geneviève was een zelfstandige gemeente, tot die bij de gemeentelijke herindeling van 1977 toegevoegd werd aan de gemeente Lobbes.

## Bezienswaardigheden
- De Sint-Genovevakerk (Église Sainte-Geneviève) is een 16e-eeuws bakstenen kerkgebouw dat in de 18e eeuw werd gewijzigd. In 2016 werd de kerk getroffen door brand en vrijwel geheel verwoest. Een deel van het kerkmeubilair kon worden gered. Omstreeks 2025 vond herbouw plaats.

## Demografische ontwikkeling
- Bronnen:NIS, Opm:1831 tot en met 1970=volkstellingen, 1976= inwoneraantal op 31 december

## Nabijgelegen kernen
Anderlues, Buvrinnes, Lobbes, Bienne-lez-Happart

## Externe links

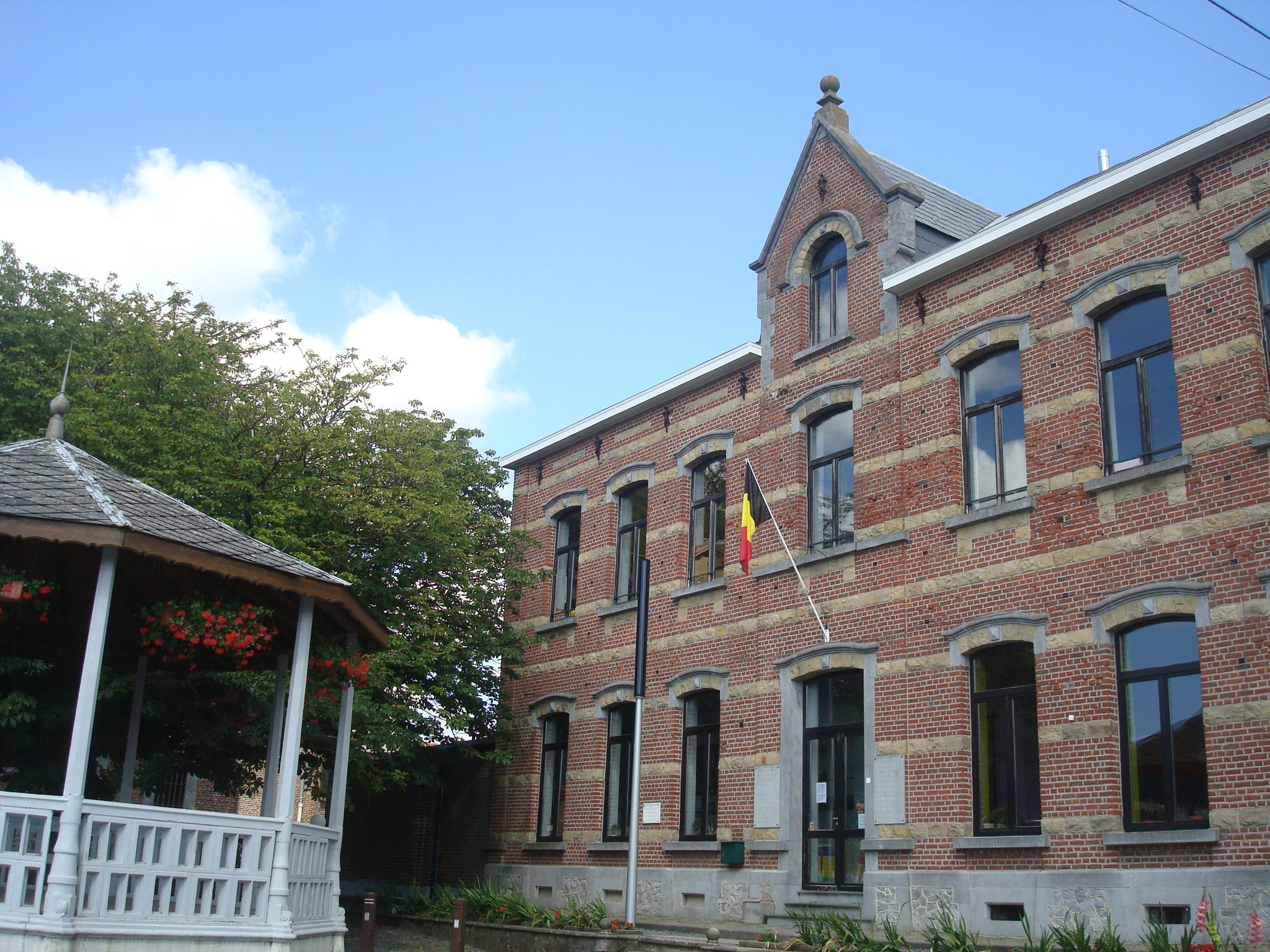
School van Mont-Sainte-Geneviève